# Treska
A Treska (macedónul Треска) folyó Észak-Macedóniában, a Vardar jobb oldali mellékfolyója.

## Földrajzi adatok
A Karaorman-hegység északi lejtőjén ered Észak-Macedóniában, és Szkopjénál torkollik a Vardarba. Hossza 132 km, közepes vízhozama a torkolatnál 25 m³ másodpercenként. 

## Egyéb
A Treska völgyében négy ortodox kolostor található. Szkopje közelében vízierőmű működik a folyón.
Jelentős város a Treska mentén: Szkopje